# Онищук Антін Іванович
Антін Іванович Онищук (7 червня 1883, Коломия, Коломийський повіт, Станіславівський округ, Королівство Галичини та Лодомерії, Австро-Угорщина  — 29 жовтня 1937, Київ, УРСР) — український етнограф, фольклорист, дослідник Гуцульщини та українського гончарства.

## Життєпис
Народився Антін Онищук у Коломиї 7 червня 1883 року. Закінчив станіславівську учительську  гімназію (1904), Чернівецький університет (1916, екстерном).
Спочатку оселився у с. Зелениця. Створив початкову школу,  будівництво якої розпочали 1900 року, а вже 1902 року у школу було записано 18 дітей, хоча відвідувало значно менше (8 – 9 учнів). Дещо пізніше навчання вже відбувалося в дві зміни: зранку 1 та 2 класи, а після обіду – 3, 4 класи. У школі вивчали польську, німецьку та українську мови, арифметику, географію та історію. Важливе місце посідало вивчення релігії, урок починався і закінчувався молитвою. Час від часу до школи навідувався священик.
Автор праць «Матеріали до гуцульської демонології», «Останки первісної культури гуцулів», «Народна пожива в Зелениці», «Народний календар у Зелениці та віру, що в'яжуться з поодво опублікували в «Етнографічному збірнику» під його редакцією (частину записів не опубліковано, зберегаються в архівах).
У Першу світову війну був мобілізований у австрійську армію — служив санітаром.З розпадом Австро-Угорщини бере активну участь у встановленні влади ЗУНР. Був  делегатом Української Національної Ради ЗУНР від Снятинського повіту. Після війни опинився на теренах УСРР. У 1919 разом із УГА відступає до Кам’янця-Подільського, на початку 1920р. переїжджає до Вінниці. За наказом головнокомандувача УГА В. Порайка працює у Києві у видавництві відділі політуправління 12-ї армії. 
Згодом був завідувач відділу рукописів та стародруків Київського музею. Протягом  1921–1926 років завідувач Кабінету антропології та етнології імені Федора Вовка при ВУАН та етнографічного музею, потім старший науковий співробітник Всеукраїнського історичного музею у Києві.  На цій посаді був причетним до переслідування Д. Щербаківського.
У фондах Інституту мистецтвознавства, фольклористики та етнології ім. М. Рильського зберігається клопотання керівництва Музею антропології та етнології до Комітету допомоги вченим, де, зокрема, йдеться: «З огляду на те, що вчений спеціаліст Антін Іванович Онищук, що зараз перебуває на Чернігівщині, виконуючи спеціальне доручення щодо збирання етнографічного матеріалу, залишився майже зовсім без чобіт, а при тому ще й не може прибути до Києва з приводу нездужання — Музей звертається до Комітету з проханням не відмовити видати одну пару взуття для передачі А. І. Онищукові»
7 серпня 1937 року заарештований НКВД  за статтею 54 Кримінального кодексу УРСР. В жовтні 1937 року засуджений військовим трибуналом до розстрілу. Вирок у справі Онищука було виконано 29 жовтня 1937 року в Києві. Похований у Биківнянському лісі поблизу Києва.
3 серпня 1983 року родина Антона Онищука отримала довідку: «Дело по обвинению Онищука А. И., 1883 года рождения, до ареста 7 августа 1937 года работавшего старшим научным сотрудником Укр. государственного исторического музея в городе Киеве, пересмотрено военным трибуналом Киевского военного округа 29 июля 1983 г. … Онищук А. И. по данному делу реабилитирован посмертно».

## Родина
Дружина — Ядвіга Онищук. 
Доньки:
- Ольга Антонівна Онищук
- Наталія-Іоанна Антонівна Онищук
- Мирослава Антонівна Онищук.

Онука:
- Лідія Гузенко, вчителька-пенсіонерка, мешкає в Києві[4].

## Пам'ять
- У жовтні 2002 року в селі Черник було вставлено пам'ятник Антону Онищуку

- У 2016 році вийшов фільм Україна. Повернення своєї історії, де розкриває факти пов’язані з його смертю.[5]

## Доробок
- Матеріяли до гуцульської демонольоґії. Записав в Зеленици, Надвірнянського повіта, 1907—1908 рр. […] народний учитель. Материяли до української етнольоґії. — Львів, 1909. — Т. XI. — Ч. 2. — С. 1—139.
- Антін Онищук. Останки первісної культури у Гуцулів. Записано в Зеленій, Надвірнянського повіту. Матеріяли до української етнольоґії. — Львів, 1912. — Т. XV. — С. 159—177.
- Як Незнайко став муравлем та що він тодї цїкавого бачив. — Львів, 1912.
- З народнього життя Гуцулів. Матеріали до українсько-руської етнології. — Львів, 1912. — Т. XV. — С. 90–158.
- Народний календар у Зеленици, Надвірнянського повіту (на Гуцульщинї). Матеріяли до української етнольоґії. — Львів, 1912. — Т. XV. — С. 1—61